# Бозмон
Боземо́н (фр. Bauzemont) — коммуна во французском департаменте Мёрт и Мозель региона Лотарингия. Относится к  кантону Люневиль-Нор.	

## География
Боземон	расположен в 26 км к востоку от Нанси. Через коммуну проходит канал Марна — Рейн. Соседние коммуны: Батлемон-ле-Бозмон на севере, Бюр на северо-востоке, Энамениль на востоке, Крьон, Сьонвиллер, Бьянвиль-ла-Петит и Бонвиллер на юге, Равиль-сюр-Санон и Энвиль-о-Жар на юго-западе, Вале на северо-западе.

## Демография
Население коммуны на 2010 год составляло 158 человек.
| 1962 | 1968 | 1975 | 1982 | 1990 | 1999 | 2010 |
| ---- | ---- | ---- | ---- | ---- | ---- | ---- |
| 159  | 151  | 144  | 131  | 133  | 129  | 158  |

## Достопримечательности
- Замок де Бозмон, сооружён в начале XII века, сожжён шведами во время Тридцатилетней войны. Восстановлен в начале XVIII века, старый замок окончательно разружен в 1813 году. Две башни XVIII века у входа.
- Шлюз на канале Марна — Рейн.
- Церковь Бозмон, башни в романском стиле, придел XV-XVI веков, неф XIX века.